# Capillamentum
Capillamentum is een geslacht van vlinders van de familie uilen (Noctuidae), uit de onderfamilie Hadeninae.

## Soorten
- C. galleyi Laporte, 1984
- C. nigrofasciatum Pinhey, 1956